# George Pratt
Pour les articles homonymes, voir Pratt.
George Pratt, né le 13 octobre 1960 à Beaumont (Texas), est un dessinateur et illustrateur américain. Son travail dans la bande dessinée lui a valu un Eisner Award.

## Carrière
À dix-neuf ans, il part à New York étudier le dessin et la peinture au Pratt Institute.

### Comics
Sa première œuvre publiée paraît en 1983 dans le magazine anthologique Epic Illustrated no 20 de Marvel Comics. Depuis, il a également travaillé pour Heavy Metal, Eagle et beaucoup d'autres. Il fut encore encreur pour d'autres dessinateurs et fit des couvertures pour DC Comics.
Il gagna l’Eisner Award du meilleur artiste peintre en 2003 pour Wolverine: Netsuke publié chez Marvel.

### Illustrations
Pratt a réalisé des couvertures et des illustrations intérieures chez des éditeurs comme Bantam Books, Henry Holt, Warner Books, Mojo Press et Random House. Son travail a été plusieurs fois exposé à la Société des illustrateurs (Society of Illustrators). Il a dessiné des cartes du jeu Magic : l’Assemblée.
En tant que peintre reconnu, Pratt est régulièrement exposé dans des galeries et ses œuvres ont fait l’objet d’une exposition temporaire au Musée des beaux-arts de Houston.

### Enseignement
George Pratt a enseigné pendant sept ans au Pratt Institute ; il a aussi donné des cours dans des académies comme la Joe Kubert School of Cartoon and Graphic Art, l’École d'arts visuels de New York, le Savannah College of Art and Design et actuellement au Ringling College of Art and Design (Floride).

## Publications
- Le Baron rouge : Frères ennemis (Enemy Ace: War Idyll), Comics USA, 1991
Nommé aux Eisner et Harvey Awards, cet album a remporté le Prix France Info du meilleur album étranger (1992) et le prix Speakeasy au Royaume-Uni. Traduit en neuf langues, il fit partie des lectures obligatoires de l’académie militaire de West Point.
- No Man's Land: A Postwar Sketchbook of the War in the Trenches, Tundra Press, 1992
- Batman : Harvest Breed, Semic, 2001
- Wolverine : Netsuke, Marvel France coll. « Marvel Graphic Novel », 2003
- Sandman (scénario de Neil Gaiman)
  1.  La Saison des brumes, Delcourt, 2003
  2. Jouons à être toi, Panini, 2006
- The Haunted Tank (scénario de Brian Azzarello, à paraître)

## Prix et récompenses
- 1992 : Prix spécial France Info pour Le Baron rouge (comics USA)[1] ;
- 2003 : Prix Eisner du meilleur peintre ou artiste multimédia pour Wolverine : Netsuke.